# Willy Kaiser

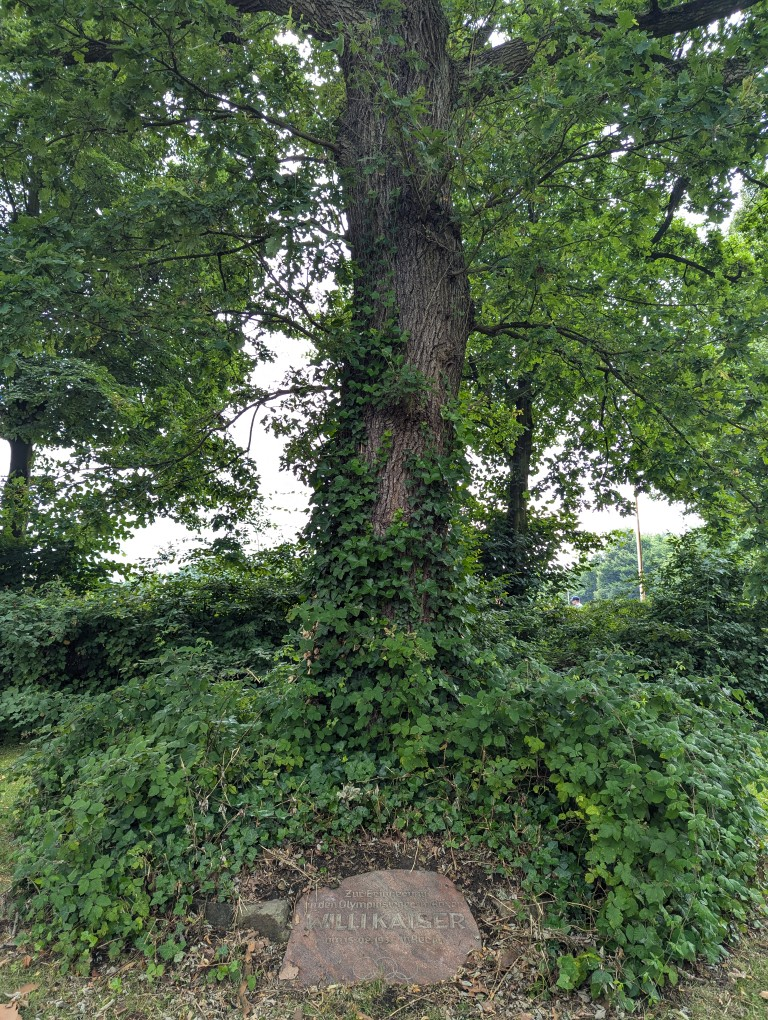
"Kaiser-Eiche" mit Gedenktafel

Willy Kaiser (auch Willi Kaiser, Geburtsname Wilhelm Gustav Kaiser, * 16. Januar 1912 in Pudewitz, Kreis Posen; er kam jedoch bereits 1913 nach Gladbeck; † 24. Juli 1986 Gladbeck) war der erste deutsche Boxer, der bei Olympischen Spielen eine Goldmedaille gewann und zwar im Fliegengewicht am 15. August 1936. Durch den Gewinn der Goldmedaille errang er gleichzeitig den Titel des Welt- und Europameisters. Auch war er der erste Westfale überhaupt, der bei Olympischen Sommerspielen eine Goldmedaille gewann.
Willy Kaiser nahm als einer von acht deutschen Boxern bei den Olympischen Sommerspielen 1936 in Berlin teil und gewann die Goldmedaille im Fliegengewicht. Dabei besiegte er in der Vorrunde Guillermo López aus Chile, im Viertelfinale Fidel Tricanico aus Uruguay, im Halbfinale Alfredo Carlomagno aus Argentinien und im Finale schließlich Gavino Matta aus Italien. Da Herbert Runge die Goldmedaille im Schwergewicht gewann, gingen aus dieser Olympia gleich zwei deutsche Boxer als Sieger hervor, ein Umstand der erst 1988 wiederholt werden konnte.
Bei der fünften Europameisterschaft 1937 in Mailand scheiterte er im Halbfinale am Polen Edmund Sobkowiak. Beim Kampf um den 3. Platz wäre er auf seinen Finalgegner aus den Olympischen Spielen von 1936, den Italiener Gavino Matta, getroffen, jedoch traten weder Kaiser noch Matta zum Kampf an (WO.), weshalb sich beide den 4. Platz im Fliegengewicht teilten.
Im Jahr 1937 wurde Kaiser noch Deutscher Meister im Fliegengewicht. Er trug in seiner aktiven Laufbahn 118 Kämpfe aus, von denen er 80 gewann, 24 Mal unentschieden boxte und lediglich 14 Kämpfe verlor. Durch den Zweiten Weltkrieg wurde seine Karriere beendet. Er kam in sowjetische Gefangenschaft, aus der er erst 1949 zurückkehrte. Er heiratete 1950 Änne Zander, mit der er vier Söhne (Willi 1951, Kurt 1952, Manfred 1955 und Udo 1960) bekam. Er widmete sich nach seiner Rückkehr ganz dem Taubensport, wobei er zahlreiche Gladbecker Meisterschaften gewann. Bis zu seiner Pensionierung war er als städtischer Angestellter in Gladbeck tätig.
Unmittelbar am Gladbecker Stadion steht die Eiche, die er als Setzling in Berlin für den Goldmedaillengewinn erhielt. Am Fuß dieser „Kaiser-Eiche“ wurde 1993 eine Gedenktafel angebracht. Seit 1998 wird zu seinem Gedenken jährlich bei der Fußball-Hallenstadtmeisterschaft der „Willi-Kaiser-Pokal“ ausgespielt.